# Diógenes de Apolônia
Diógenes de Apolónia (português europeu) ou Apolônia (português brasileiro) (em grego clássico: Διογένης ὁ Ἀπολλωνιάτης; 499 a.C. – 428 a.C.) foi um filósofo grego de Apolônia, na Trácia. Foi contemporâneo de Anaxágoras de Clazômenas e pode ser considerado o último filósofo pré-socrático. Do ponto de vista doutrinário, sua filosofia é uma espécie de retorno ao modo de pensar jônio. Diógenes assumiu um único princípio primordial―o ar―e pretendeu explicar os mais variados fenômenos a partir dele. Ao mesmo tempo, também encontrou espaço para o Nous de Anaxágoras em seu sistema filosófico e isso revela um caráter eclético em seu pensamento.
Sabe-se que escreveu uma Meteorologia, um livro chamado Da natureza do homem e outro chamado Sobre a natureza.

## Vida
Diógenes era natural da colônia milesiana Apolônia Pôntica, na Trácia, atual Sozopol, no Mar Negro. O nome de seu pai era Apolotêmis. Nada se sabe sobre os acontecimentos de sua vida, exceto que viveu algum tempo em Atenas. Diógenes Laércio afirma que "um grande ciúme quase colocou sua vida em perigo em Atenas", mas pode haver confusão com Anaxágoras, que é mencionado na mesma passagem. Como todos os physiologoi (filósofos naturais), ele escreveu no dialeto jônico. Em As Nuvens de Aristófanes, acredita-se que algumas visões de Diógenes foram transferidas para Sócrates.

## Obra
Segundo Simplício em seu Comentário sobre a Física, 151, 20:
"Várias obras foram compostas por este Diógenes - como ele próprio lembra no livro Sobre a Natureza, quando diz que escreveu também Contra os Físicos que também chama de 'Sofistas' e que compôs uma Meteorologia, na qual diz ter falado o princípio [das coisas], e também uma Natureza do homem―mas no livro Sobre a Natureza, o único que chegou até mim, ele quer demonstrar com muitos argumentos que no princípio que postula há muita inteligência/pensamento (nous)."
O Sobre a Natureza também se perdeu e restam poucos fragmentos, porém suficientes para nos fazer compreender sua doutrina, citada sobretudo no comentário de Simplício à Física de Aristóteles:
"Quem inicia um discurso deve ter um início claro e explicações simples. Parece-me que todas as coisas resultam da alteração da mesma coisa e, portanto, são a mesma coisa. Na verdade, se todas as coisas que existem neste mundo, como terra, água, ar, fogo e todas as outras, fossem diferentes umas das outras, por causa de uma natureza diferente, e em vez disso não fossem a mesma coisa que muda em muitas formas diferentes, elas não poderiam ser misturadas umas com as outras e cada uma não teria uso ou dano da outra, e nenhuma planta poderia nascer da terra e nenhum animal ou outro ser poderia nascer, se eles não fossem compostos de modo de ser a mesma coisa. Na verdade, cada coisa nasce ora de uma forma, ora de outra, porque são o resultado de uma alteração dessa mesma coisa e voltam a ser a mesma."
Aqui Simplício comenta:
"Depois de provar que há muita inteligência neste princípio [a mesma coisa], ele diz:

'Na verdade não seria possível, sem inteligência, uma divisão que realize a medida de tudo, e do inverno e do verão, e da noite e do dia, e da chuva e do vento e do sereno: e todas as coisas serão arranjadas do melhor modo possível.'"
"Acrescenta que mesmo os homens e todas as criaturas vivem e têm alma e pensamento a partir deste princípio (ἀρχή), isto é, do ar. Ele diz assim:

'Depois, há também estas provas importantes. Homens e outras criaturas vivem respirando o ar. Esse é para eles alma e pensamento, como ficará claramente demonstrado nesta obra, e se for embora, o homem morre e o pensamento o deixa.... Parece-me que o que os homens chamam de ar é dotado de inteligência (nous), que todos são governados por ele e que tudo domina. Este mesmo me parece que é deus e que alcança a todo lugar e tudo dispõe e está em tudo. E não há nada que não participe dele: porém, nada participa dele da mesma forma, tal como tal, mas há muitos caminhos, tanto do ar quanto da inteligência. É poliforme, mais quente e mais frio, mais seco e mais úmido, mais imóvel ou mais rápido, e possui muitas outras diferenciações e uma infinidade de sabores e cheiros. E a alma de todos os seres vivos é a mesma, o ar mais quente do que o exterior em que vivemos, mas muito mais frio do que aquele que está perto do sol. Mas esse calor não é o mesmo em nenhum ser vivo (nem em um homem em relação a outro) e não difere muito, mas de modo que os homens permaneçam semelhantes entre si. Mas nenhuma das coisas que diferem pode se tornar perfeitamente igual a outra sem se tornar a mesma. Visto que a diferenciação é multifacetada, os seres vivos também devem ser muitos e multifacetados e, dado o grande número de diferenciações, não se assemelham um ao outro nem na forma, nem na conduta de vida, nem na inteligência. No entanto, todos vivem, veem e ouvem graças à mesma coisa e dessa mesma coisa todos têm uma inteligência diferente."
Outro comentário de Simplício aponta:
"É estranho que, ao dizer que todas as coisas são produzidas por esse princípio por transformação, ele, no entanto, o define como "eterno" (aidon):

'E este é precisamente um corpo eterno e imortal, enquanto as coisas nascem e morrem ... mas isso me parece claro: que é grande, forte, eterno e imortal, e sabe muitas coisas."
Teofrasto, em De sensu, 39-45, relata muitas provas que, segundo Diógenes, provariam que o princípio primordial é o ar:
“Diógenes, além do viver e do pensar, também refere ao ar as sensações ... o sentido do olfato ao ar que circunda o cérebro ... a audição, quando o ar nas orelhas, movido pelo ar externo, penetra no cérebro. A visão, quando as imagens são apresentadas à pupila e esta, misturada com o ar interno, produz a sensação ... o gosto, através da língua, mole. Ele não falava do tato ... O olfato, diz que é muito agudo em quem tem muito pouco ar na cabeça porque aí a mistura é muito rápida, ainda mais se o cheiro for arrastado por um duto pequeno e estreito ... prazer e dor nascem quando muito ar se une ao sangue e se é apropriado à natureza do sangue, penetrando em todo o corpo, alegra-o e há o prazer; se em vez disso é contrário à natureza do sangue e não se mistura, então, condensando o sangue e tornando-se mais fraco e comprimido, há dor ... O pensamento se dá ... por meio do ar puro e seco:de fato, a umidade atrapalha a mente e por isso pensa-se menos no sono, na embriaguez ou na saciedade. E uma prova de que a umidade tolhe a mente está no fato que os animais são menos inteligentes que os humanos porque respiram o ar que vem da terra e comem mais alimentos úmidos. Os pássaros respiram ar puro mas ... têm carne dura e o ar não consegue penetrar todo o corpo, para no abdómen e por isso digerem rapidamente mas não têm inteligência ... Desprovidas de pensamento são as plantas, porque não têm cavidades e elas não podem acomodar o ar. Por isso mesmo as crianças não são sensatas: têm muita umidade para que o ar ... fique bloqueado à volta do peito ... e ficam zangadas, instáveis e muito animadas porque muito ar é movido pelos peitos pequenos. E este é também o motivo do esquecimento: o ar não pode passar por todo o corpo ... quem tenta lembrar sente dificuldade no peito: quando consegue lembrar, o ar se expande e ele se livra desse tormento."

## Doutrina
Novamente Simplício, Comentário à Física, 25, 1, citando Teofrasto, resume a filosofia de Diógenes, afirmando que:
"Ele escreveu a maior parte de suas obras recolhendo em parte de Anaxágoras e em parte de Leucipo. Ele também disse que toda a natureza é ar, infinito e eterno, a partir do qual por condensação, esgotamento ou mutação de qualidade produzem outras coisas em suas formas ... Mas Nicolau diz que ele apresenta como princípio algo intermediário entre o ar e o fogo."
Aqueles que se empenharam em pesquisar o princípio primordial das coisas
"Mantinham que o ar ... se adaptava bem às mudanças e, portanto, não pensaram em colocar a terra como um princípio, que dificilmente se move e muda."
A doutrina deste último representante da filosofia jônica não é original, retomando as teorias de Anaxímenes depois de um século e, assim, retornando a uma interpretação monística após as tentativas pluralistas de Empédocles e Anaxágoras. O ar, porém, não possui as únicas características naturalísticas de Anaxímenes, assumindo em seu lugar as do Nous anaxagórico.

No entanto, nem todos os comentaristas mais antigos parecem ter apreendido no pensamento de Diógenes a presença de uma natureza divina no princípio original das coisas; Diógenes Laércio, Plutarco, Alexandre de Afrodísias, Sêneca e Teofrasto consideram-no um filósofo da natureza, Cláudio Eliano o coloca entre os ateus e Aristóteles, citando-o no Da Geração e da Corrupção, escreve apenas que:
"Diógenes afirma acertadamente que se todas as coisas não viessem de um único princípio não seria possível ... por exemplo, que o calor resfrie e depois aqueça, porque não é o calor nem o frio que se transformam, mas obviamente o substrato."
Simplício indica a estranheza de um princípio que, transformando-se, cria coisas e, no entanto, é eterno, enquanto Cícero, no De Natura Deorum, escreve: "O ar que Diógenes considera deus, que sensibilidade pode ter ou que natureza divina?". Agostinho, em De Civitate Dei, VIII, 2, escreve que:
"Também Diógenes, outro discípulo [junto com Anaxágoras] de Anaxímenes, certamente disse que o ar é a matéria das coisas das quais todas as coisas derivam, mas ele o dotou de uma razão divina porque sem ela nada poderia se derivar."
Entre suas outras doutrinas, diz-se que ele acreditava que havia um número infinito de mundos e um vazio infinito; que o ar, densificado e rarefeito, produziu os diferentes mundos; que nada era produzido do não-ser ou perecia no não-ser; que a Terra era redonda, sustentada no meio, e tinha recebido sua forma com o redemoinho dos vapores quentes, e sua concreção e endurecimento com o frio.
O fragmento mais longo de Diógenes que sobreviveu é aquele inserido por Aristóteles no terceiro livro de sua História dos Animais, sobre biologia. Ele contém uma descrição da distribuição dos vasos sanguíneos no corpo humano. É notável principalmente porque "aqui podemos ler em primeira mão o que, no caso dos outros pré-socráticos, aprendemos apenas indiretamente: uma tentativa de descrever em detalhes científicos a estrutura e a organização do mundo físico".

Os meteoritos diogenitos são nomeados em homenagem a Diógenes de Apolônia, que foi o primeiro a sugerir uma origem espacial para os meteoritos:
"Com as estrelas visíveis giram pedras que são invisíveis e, por isso, sem nome. Elas costumam cair no chão e se extinguir, como a estrela de pedra que caiu em chamas em Egospótamo."